# Hushållsskola

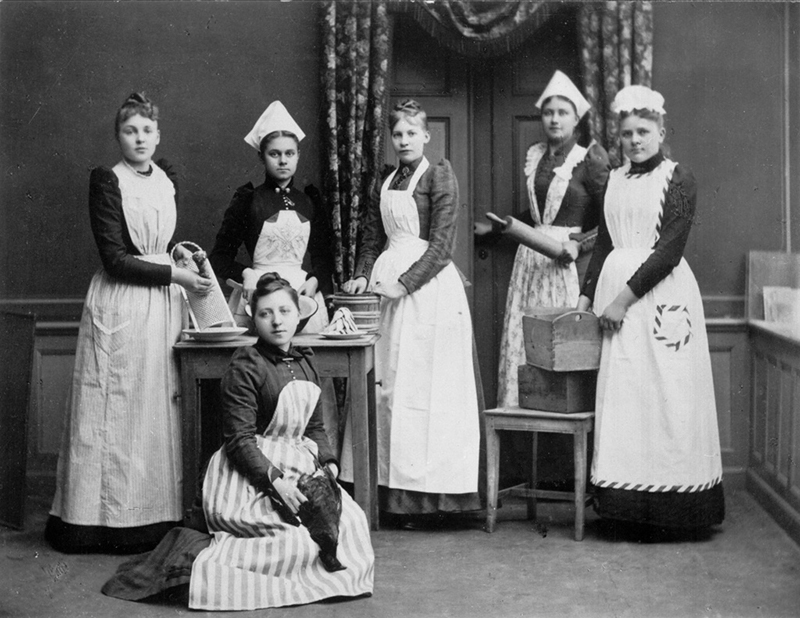
Elever vid Uppsala Hushållsskola, 1890-tal - Nordiska museet - NMA.0034063

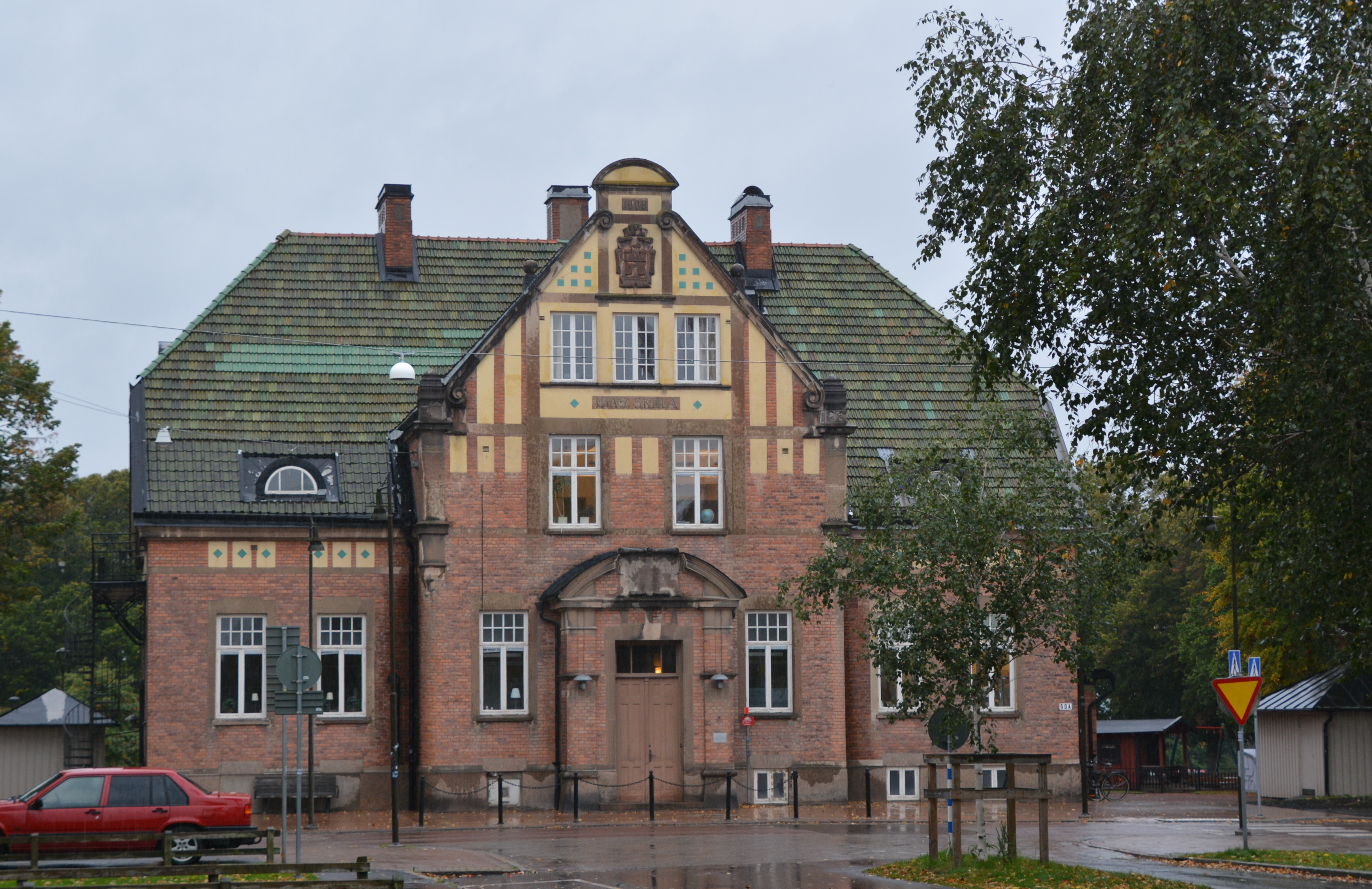
Idas skola i Jönköping

En hushållsskola eller hushållningsskola var en typ av utbildningsinstitution i huslig ekonomi.
De första hushållsskolorna i Sverige inrättades under 1860-talet och hade ursprungligen till huvudsaklig uppgift att utbilda tjänsteflickor. Från 1920-talet skilde man mellan hushållsskolor, som var skolor för utbildning av husmödrar med en utbildning från några månader till ett år, och fackskolor i huslig ekonomi, med en utbildning på mellan ett och ett halvt till två och ett halvt år för hushållsarbetare. Från 1906 utgick statsbidrag till vissa av skolorna. I Sverige efter 1921 kunde hushållsskolorna även bedrivas i kommunal regi. De sågs som en alternativ väg till utbildning vid sidan om lärlingsskolor och yrkesskolor. Syftet var att unga kvinnor skulle få en ”någorlunda fullständig husmodersutbildning”. De undervisade i många ämnen, som sömnad, städning, ekonomi, matlagning med mera. Kvaliteten var för tiden god, men efterhand samhället förändrades fick de färre och färre elever. Detta ledde till att det i dag knappast finns några faktiska hushållsskolor kvar i Sverige.
Exempel på hushållsskolor var Beata Bergströms Hushållsskola och Matservering i Falun, som grundades av Beata Bergström (1864-1949) på 1890-talet; de så kallade Margaretaskolorna, Jenny Åkerströms hushållsskola, Idas skola i Jönköping, Ulrika Kullgrens hushållsskola, Stina Rodenstams slöjd- och hushållsskola, Skarhults hushållsskola eller Högre lärarinneseminariets hushållsskola.
Bland hushållsfackskolorna märktes Statens skolköksseminarium och Ateneum i Stockholm, Fackskolan för huslig ekonomi, Seminariet för huslig ekonomi i Göteborg samt Fredrika Bremer-förbundets lanthushållningsseminarium i Rimforsa.